# Liste der Monuments historiques in Saint-Évarzec
Die Liste der Monuments historiques in Saint-Évarzec führt die Monuments historiques in der französischen Gemeinde Saint-Évarzec auf.

## Liste der Bauwerke
| Bezeichnung        | Beschreibung | Standort | Kennzeichnung | Schutzstatus | Datum | Bild |
| ------------------ | ------------ | -------- | ------------- | ------------ | ----- | ---- |
| Menhir von Kerhuel |              | (Lage)   | PA00090409    | Inscrit      | 1968  |      |

## Liste der Objekte
- Monuments historiques (Objekte) in Saint-Évarzec in der Base Palissy des französischen Kultusministerium